# コケムスメ
コケムスメ（苔牟須売神）は、福岡県糸島市志摩船越にある若宮神社に木花咲耶姫神とともに祀られている祭神である。